# Patrick Swayze (sång av Sigrid Bernson)
Patrick Swayze är en låt av svenska sångerskan Sigrid Bernson. Låten skrev Bernson själv med Andrej Kamnik, Josefin Glenmark och Peg Parnevik. Den deltog i Melodifestivalen 2018 och kvalificerade sig till Andra chansen från den första semifinalen.